# Fátima Báñez
María Fátima Báñez García (San Juan del Puerto, Huelva, 6 de enero de 1967), más conocida como Fátima Báñez, es una política, economista y jurista española. Ministra de Empleo y Seguridad Social (2011-2018)
Fue diputada en el Congreso de los Diputados desde el año 2000 hasta el año 2019 y presidenta de la Comisión de Asuntos Exteriores desde noviembre de 2018 hasta marzo de 2019.
Desde el 22 de diciembre de 2011 hasta el 1 de junio de 2018 fue Ministra de Empleo y Seguridad Social del Gobierno de España, siendo así, la primera mujer que accede al departamento, así como también es la titular que más tiempo ha permanecido en el cargo de Ministra de Empleo y Seguridad Social en la historia democrática de España. Actualmente es miembro del Consejo de Administración de la empresa farmacéutica Rovi.

## Biografía

### Inicios
Licenciada en Derecho y en Ciencias Económicas y Empresariales por la Universidad Pontificia Comillas (ICADE), es abogada directiva técnica de empresas (ICADE E-3).[cita requerida] Consejera de Radio y Televisión de Andalucía (1997-2000), año a partir del cual sería elegida diputada en el PP en el segundo gobierno de José María Aznar. Diputada de las legislaturas VII, VIII, IX, X, XI y XII.

### Puestos políticos
- Vocal de la Comisión de Economía y Hacienda.
- Portavoz de la Comisión de Presupuestos.
- Vocal de la Comisión de Industria, Turismo, y Comercio.
- Vocal de la Delegación española en el Grupo de Amistad con la Cámara de Representantes de Japón.
- Coordinadora de la Presidencia del Partido Popular de Andalucía (PP-A).
- El 10 de agosto de 2016 asume el despacho ordinario de los asuntos del Ministerio de Sanidad, Servicios Sociales e Igualdad.

### Ministerio de Empleo y Seguridad Social
El 22 de diciembre de 2011, por decisión de Mariano Rajoy, se convirtió en ministra de Empleo y Seguridad Social del Gobierno de España, en sustitución de Valeriano Gómez.
La cifra de parados en España alcanzaba 5 273 600; el número de hogares con todos sus miembros activos en paro se situaba en 1 575 000; la tasa de paro en España era del 22,85% y duplicaba la tasa media de la UE; la tasa de paro juvenil rozaba el 50% (48,6%); el empleo destruido en España desde el cuarto trimestre de 2007 era de 2 669 400 empleos y el porcentaje de trabajadores temporales en España alcanzaba el 25%, uno de los más elevados de la UE.
El viernes 10 de febrero de 2012 su Ministerio lanzó la primera reforma laboral del gobierno del Partido Popular. Esta reforma logró el apoyo de la Comisión Europea, el Banco de España y la OCDE pero no consiguió el consenso de los sindicatos. Báñez se mostró en todo momento abierta al diálogo pero confirmó que las líneas básicas de la reforma laboral no se cambiarían. El punto más criticado por los sindicatos es el abaratamiento del despido, ya que se reduce la indemnización por despido improcedente para los contratos indefinidos de 45 a 33 días por año trabajado, mientras que la indemnización en los despidos objetivos se generaliza a 20 días por año trabajado. Las movilizaciones en contra de la reforma laboral culminan el 29 de marzo, de 2012 con la primera huelga general del gobierno de Mariano Rajoy y séptima de la historia de la democracia.
Durante su mandato se establece el complemento de maternidad en pensiones, una medida de apoyo a las madres trabajadoras que, hasta su puesta en marcha, tan sólo Francia había implantado. La iniciativa reconoce la aportación de la natalidad al sistema de pensiones, de forma que las madres trabajadoras reciben un complemento de hasta el 15% de la pensión que les corresponde a la hora de su jubilación. También se aprueba la extensión del permiso de paternidad a cuatro semanas.
En términos de empleo, como ministra vivió los peores momentos de la crisis. Desde que asume su mandato a finales del 2011, el número total de desempleados creció desde 5,29 millones hasta el máximo histórico de 6,28 millones en el primer trimestre de 2013, para luego descender hasta 3.252.130. De esta forma, su mandato coincide con el pico en desempleo pero también con su caída, que continuó moderadamente durante el siguiente gobierno hasta la llegada de la pandemia de la covid. 
Por otro lado, los datos del mes de mayo de 2018 con los que se despidió incluían un incremento en tasa interanual del 19,6% en la contratación indefinida, encadenando así 52 meses consecutivos de aumentos en la contratación indefinida.

### Ministerio de Sanidad, Servicios Sociales e Igualdad
El 16 de agosto de 2016, Báñez asumió por real decreto las funciones de Sanidad, Servicios Sociales e Igualdad en sustitución del anterior titular de la cartera, Alfonso Alonso, quien abandonó el cargo para ser candidato de su partido a lehendakari en las elecciones vascas de 2016.

### Ficha por la CEOE
El 5 de julio de 2019 el periódico ABC informa de que Antonio Garamendi la incorporará a la dirección de la patronal "en calidad de asesora del presidente, con el que siempre mantuvo gran sintonía cuando estaba al frente del departamento de Empleo". Ingresó en diciembre de 2019 en el Consejo de Administración de la farmacéutica Rovi como consejera independiente, miembro de las comisiones de auditoría y de nombramientos y retribuciones.